# Sosay
Jennifer Elaine Kaiser (Míchigan, 6 de enero de 1981), conocida por su nombre en el ring de Sosay, es una ex luchadora profesional, entrenadora, artista y modelo estadounidense.

## Primeros años
Al crecer en el suroeste de Míchigan, Kaiser vivía con sus padres y cuatro hermanos en una antigua granja de trabajo junto con varios gatos, perros y caballos. Después de graduarse de la escuela secundaria, Kaiser comenzó a estudiar tanto en la Universidad Estatal de Míchigan como en la Universidad Loyola Chicago, antes de graduarse con títulos en pre-derecho y arte de estudio. Mientras estudiaba en Loyola, Kaiser comenzó a entrenar para convertirse en un luchador profesional.

## Carrera profesional

### Debut
Kaiser hizo su debut en la lucha libre profesional en abril de 2003 y comenzó a competir para Windy City Pro Wrestling. Mientras estaba en WCPW, derrotaría a Sandra D para ganar el Campeonato de Damas antes de dejar posteriormente el título para promover sus carreras de arte y entrenamiento personal.

### Ohio Valley Wrestling (2003–2007, 2013)
Tras su paso por Windy City Pro Wrestling, Kaiser se trasladó a Louisville (Kentucky), antes de que finalizara 2003, para unirse a la promoción Ohio Valley Wrestling, debutando en la misma con su nombre de combate Sosay, convirtiéndose en miembro del stable Bolin Services de Kenny Bolin, así como en la valet y más tarde en la novia de la historia de Kenn Doane.
Poco después de debutar, Sosay comenzó a pelear con María (nombre artístico entonces usado por Maria Kanellis-Bennett), lo que culminó en un combate el 29 de octubre que terminó en un no contest. Después de esto, Sosay tendría breves peleas con Trinity y Shelly Martínez.
Cuando Doane debutó en el roster principal de World Wrestling Entertainment, Sosay pronto se convirtió en el "publicista" de Jack Bull, que comenzó a utilizar un stuntman gimmick. Más tarde, ambos se enfrentaron a Joey Mercury, y Bull perdió ante éste el 5 de noviembre. Bull retó entonces a Mercury a un concurso de beber, que ganó Bull. El 29 de noviembre, Bull intentó un truco de escape con cadenas, pero pronto fue golpeado con una silla por Mercury antes de que éste realizara un doble underhook DDT sobre Sosay, hiriéndola en la historia.

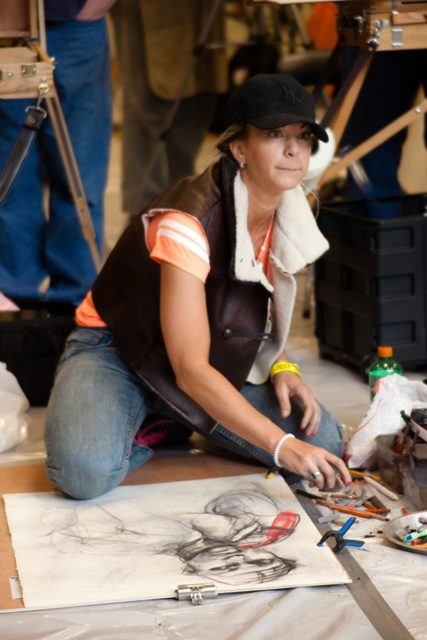
Licenciada en Artes, en 2013, Sosey abandonó la lucha libre para retomar su faceta artística.

El 20 de diciembre, Bull, sin Sosay, derrotó a Mercury en un combate de rencor. Más tarde, Sosay regresó a OVW el 13 de enero de 2007 y retomó su papel de publicista de Bull mientras éste participaba en una "prueba de fuerza" contra Charles Evans y Justin LaRouche. Sin embargo, tanto Evans como LaRouche atacaron a Bull y luego intentaron atacar a Sosay hasta que Idol Stevens la salvó. 
El 17 de enero, Evans y LaRouche derrotaron a Bull y Atlas DaBone en un combate por equipos con Sosay en el ring. Sin embargo, la asociación de Sosay con Bull terminó sólo dos días más tarde, cuando fue liberado de su contrato de desarrollo. Después de competir en algunos concursos de Miss OVW, Sosay luchó en lo que sería el último partido de su carrera de lucha libre activa a tiempo completo, ya que se unió con Beth Phoenix y Katie Lea en un esfuerzo de victoria a Serena, Victoria Crawford y Maryse en un tag team dark match de seis mujeres el 25 de abril de 2007.

Después de un paréntesis de seis años de la lucha libre profesional, Sosay hizo un único regreso a OVW el 13 de abril de 2013, donde fue derrotada por Jessie Belle en un dark match.

### Retiro (2013)
Poco después de su único regreso a OVW, Sosay luchó en el 6 Corners BBQ Fest de Chicago para Pro Wrestling Experience el 15 de junio de 2013, donde hizo equipo con Tony Atlas para derrotar a Melanie Cruise y Robo De Luna en un combate mixto por equipos. Tras esto, Kaiser se retiró de la lucha libre profesional para centrarse en sus carreras de arte y de entrenamiento personal.

## Campeonatos y logros
- Windy City Pro Wrestling
  - WCPW Ladies Championship (1 vez)[7]